# Johnson County (Kansas)
Johnson County je okres ve státě Kansas v USA. K roku 2010 zde žilo 544 179 obyvatel. Správním městem okresu je Olathe. Celková rozloha okresu činí 1 244 km².